# ابی برمل
ابی بـِرَمل (انگلیسی: Abby Brammell؛ زادهٔ ۱۹ مارس ۱۹۷۹) یک هنرپیشه اهل ایالات متحده آمریکا است. وی از سال ۲۰۰۲ میلادی تاکنون مشغول فعالیت بوده‌است.
او دانش‌آموختهٔ دانشگاه کارنگی ملون است.

## گزیدهٔ آثار

### تلویزیون
- ان‌سی‌آی‌اس: لس‌آنجلس (۲۰۱۲)
- ذهن‌های مجرم (۲۰۱۱)
- سی‌اس‌آی (۲۰۱۱–۲۰۰۲)
- ان‌سی‌آی‌اس
- به من دروغ بگو (۲۰۰۹)
- منتالیست (۲۰۰۹)
- یگان (۲۰۰۹–۲۰۰۶)
- شش فوت زیر زمین (۲۰۰۵)
- پیشتازان فضا: انترپرایز (۲۰۰۴)

### سینما
زندگی اتفاق می‌افتد (۲۰۱۱)